# Run the World (Girls)
Run the World (Girls) è un singolo della cantante statunitense Beyoncé, pubblicato il 21 aprile 2011 come primo estratto dal quarto album in studio 4.

## Descrizione
La base è stata presa da Pon de Floor, singolo dei Major Lazer, e ha dato un tocco dancehall e alternative rap alla canzone. Inoltre, lo stile, oltre ad essere simile ad altri brani della cantante texana, ricorda quello della cantante M.I.A..

## Antefatti
In un'intervista concessa al Capital FM Network nei primi di marzo 2011, Shea Taylor ha confermato che "il singolo di lancio di 4 è straordinario e sarà presentato alla fine di aprile". Il brano fu originariamente annunciato col titolo Girls (Who Run the World). Il 14 aprile 2011 approdarono in rete due anteprime del brano, mentre una demo incompleta venne diffusa il 18 aprile 2011.
Beyoncé fu premiata con il Premio Millennium conferitole da Billboard nei primi giorni di maggio 2011 e, al finire della cerimonia, fu richiamata dal mensile per un'intervista in cui essa parlò della sua carriera da solista e del quarto album d'inediti in uscita. Quando le chiesero il perché della sua testa calda in Run the World, Beyoncé rispose:

## Pubblicazione
Spinta dalla circolazione in rete dei brani non ufficiali, l'uscita di Run the World (Girls) fu velocizzata. Il brano fu presentato finalmente in radio negli Stati Uniti alle otto di mattina il 21 aprile 2011 e lanciato globalmente per il mercato digitale su iTunes Store il giorno stesso. Per alcuni, il singolo circolò su iTunes in forma gratuita poche ore prima dell'uscita ufficiale. Per poco tempo è stata offerta la possibilità di scaricarlo gratuitamente tramite il programma podcast Concrete Loop. Run the World (Girls) infestò le radio mainstream, urban contemporary e urban adult contemporary il 26 aprile 2011. Secondo MTV News, il brano ebbe un buon riscontro sui fans di Beyoncé su Twitter.

### Copertina
Il copridisco artistico di Run the World (Girls) fu presentato il 20 aprile 2011, il giorno prima del lancio del singolo ufficiale. Sulla copertina si staglia Beyoncé coi piedi erti sulla sabbia in una posa di dominio e il braccio proteso verso l'alto stretto in un pugno, mentre indossa un drappeggio giallo di Emilio Pucci aperto sui fianchi e stivali stiletto neri. Il Los Angeles Times ha congetturato che la foto orientasse verso un "luogo di guerra post-apocalittica mentre essa indossa un'elaborata pettinatura color oro e reca una bandiera rossa adornata con una 'B' nera". La foto fu scattata il 14 aprile 2011.

## Video musicale
Riguardo al videoclip, dall'aprile 2011 hanno cominciato a comparire in rete delle foto della cantante durante le riprese di un video, in cui veste i panni di gladiatrice. Il 5 e l'11 maggio sul sito di Beyoncé furono pubblicati i teaser riguardanti il video del singolo, della durata di 20 secondi ed un minuto. Inoltre, il 16 dello stesso mese, E! News Italia mostrò per 20 secondi una parte del video.. Il video comprende 200 ballerine e 2 ballerini. Il brano vuole simboleggiare la potenza delle donne, per questo ci sono così tante ballerine.
Il video musicale di Run the World (Girls) è stato diretto da Francis Lawrence, che in precedenza ha diretto due video musicali per le Destiny's Child. Beyoncé ha lavorato con otto coreografi diversi, e per imparare alcuni passi di danza africani ha inoltre assunto un gruppo di ballo proveniente dal Mozambico. Le riprese iniziate l'11 aprile 2011 sono state concluse il 13 aprile, le scene sono state interamente girate in California. Alcuni teaser usciti nel mese di maggio hanno mostrato una Beyoncé piuttosto agguerrita che indossava i panni di una guerriera. In tutti i due video promozionali compare numerose volte la scritta "Revolution"; e alla fine appare una "B" stilizzata di colore rosso.
Il video uscito il 18 maggio inizia con Beyoncé di spalle che cavalca un cavallo nero al trotto, l'immagine poi cambia diverse volte tra Beyoncé sopra una macchina e un numeroso gruppo di ballerine. Per tutta l'introduzione della canzone vi sono scene alternate tra ballerine e ribellioni da parte di uomini. Un primo piano della cantante coperto da un copricapo d'oro è mostrato da uno zoom-out che dopo qualche secondo mostra un esercito di donne con un leone e la Beyoncé al centro. Arriva poi un esercito composto da uomini e Beyoncé comincia a cantare e a ballare con due ragazzi.
La cantante si avvicina all'esercito maschile e inizia a sedurli e ad attaccarli. Nel frattempo si vedono scene della cantante che tiene, con dei guinzagli fatti di catene, due iene. Come la cantante canta la parte musicale che collega il ritornello con la strofa, lei si trova di fronte alla scritta rossa "REVOLUTION", mentre indossa un abito metallico oro e scarpe abbinate. Mentre inizia a cantare il coro, la macchina-"REVOLUTION" va in fiamme, causando spavento e subbuglio nell'esercito maschile. Dopo le scene dove la cantante indossa un cappotto nero, Beyoncé comincia a ballare con l'esercito femminile mentre indossa l'abito giallo raffigurato nella copertina del singolo, mentre l'esercito maschile lancia bombe fumogene alle femmine, causando del fumo rosso che circonda le ballerine.
Beyoncé balla da sola nella sabbia indossando un vestito nero con fori tagliati nelle maniche e nella zona addominale. Questa scena mostra Beyoncé che balla a testa in giù e gira su se stessa. In seguito l'esercito di Beyoncé si trova di fronte all'esercito maschile e, con alle spalle un numerosissimo esercito femminile che balla insieme alla cantante, lentamente si avvicina agli uomini. Il video termina con la Beyoncé vicino all'esercito maschile che strappa il distintivo a uno dei soldati e fa insieme a tutte le ballerine-guerriere il saluto militare. Il video è stato nominato agli MTV Video Music Award del 2011 nelle categorie Best Female Video, Best Cinematography e Best Coreograhy, vincendo in quest'ultima categoria. Il video ha ottenuto la certificazione Vevo.

## Tracce
1. Run the World (Girls) – 3:56

## Classifiche
| Classifica (2011)             | Posizione massima |
| ----------------------------- | ----------------- |
| Australia                     | 10                |
| Belgio (Fiandre)              | 14                |
| Belgio (Vallonia)             | 5                 |
| Canada                        | 16                |
| Danimarca                     | 27                |
| Francia                       | 12                |
| Giappone                      | 8                 |
| Irlanda                       | 11                |
| Italia                        | 20                |
| Norvegia                      | 9                 |
| Nuova Zelanda                 | 9                 |
| Paesi Bassi                   | 8                 |
| Regno Unito                   | 11                |
| Repubblica Ceca               | 47                |
| Slovacchia                    | 30                |
| Spagna                        | 21                |
| Stati Uniti                   | 29                |
| Stati Uniti (dance club play) | 1                 |
| Svizzera                      | 22                |

### Classifiche di fine anno
| Classifica (2011) | Posizione |
| ----------------- | --------- |
| Australia         | 93        |
| Belgio (Fiandre)  | 66        |
| Belgio (Vallonia) | 64        |
| Giappone          | 41        |
| Paesi Bassi       | 91        |

## Altre versioni
Il cast del telefilm Glee ha realizzato una cover di questa canzone la quale ha debuttato alla numero 96 nella Billboard Hot 100.